# Stara Wrona
Stara Wrona – wieś sołecka w Polsce położona w województwie mazowieckim, w powiecie płońskim, w gminie Joniec.
W latach 1975–1998 miejscowość administracyjnie należała do województwa ciechanowskiego.
Przez miejscowość przepływa rzeka Naruszewka, dopływ Wkry.
Przez wieś przebiega droga wojewódzka nr 571.
W Starej Wronie znajduje się zabytkowy kościół pw. Przemienienia Pańskiego, siedziba parafii św. Stanisława Biskupa Męczennika.